# IC 4007-2
IC 4007-2 — галактика типу S+C () у сузір'ї Волосся Вероніки.
Цей об'єкт міститься в оригінальній редакції індексного каталогу.